# Nina Becker
Nina Becker Nunes (née le 21 juillet 1974 à Rio de Janeiro) est une auteure-compositrice-interprète brésilienne.

## Biographie
Née à Rio de Janeiro, Nina Becker est la belle-fille du chef d'orchestre Roberto Gnattali et le neveu du compositeur Radamés Gnattali. Elle étudie le graphisme et, avant de commencer sa carrière musicale, elle travaille comme décoratrice et directrice artistique,. En 2002, Becker commence à se produire en tant que chanteuse avec l'Orquestra Imperial, et en 2004, elle entame une carrière solo parallèle sur scène, participant également à des projets musicaux, notamment 3NaMassa. En 2009, elle reçoit le prix APCA de la meilleure chanteuse. Elle fait ses débuts discographiques en 2010, avec les albums Azul et Vermelho,.
Becker est mariée à Marcelo Callado, le bassiste du groupe Do Amor, avec qui elle sort en 2012 l'album Gambito Budapeste,. Elle est également styliste,. 

## Discographie

### Albums studio
- 2010 : Azul
- 2010 : Vermelho
- 2012 : Gambito Budapeste (avec Marcelo Callado)
- 2014 : Minha Dolores - Nina Becker Canta Dolores Duran
- 2017 : Acrílico